# 十文字中学校・高等学校
十文字中学校・高等学校（じゅうもんじちゅうがっこう・こうとうがっこう）は、東京都豊島区北大塚一丁目に所在し、中高一貫教育を提供する私立女子中学校・高等学校。高等学校は、中学校から入学した内部進学の生徒と高等学校から入学した外部進学の生徒を、選抜クラスと進学クラスで第2学年から混合して学級を編成する併設混合型中高一貫校である。

## 沿革
- 1922年 - 文華高等女学校（本校の前身）設置認可
- 1937年 - 十文字高等女学校と校名改称
- 1947年 - 十文字中学校開校
- 1948年 - 十文字高等学校開校
- 2012年 - 学園創立90周年
- 2022年 - 学園創立100周年

## 創設者
十文字こと、戸野みちゑ、斯波安の3人は東京女子高等師範学校の同窓生で、十文字の夫の十文字大元が自彊術の支持者であったことから本校教育の一環として自彊術が組み込まれている。

## 部・同好会活動
学芸部
- 文芸部
- 演劇部
- 英語部
- 写真部
- 美術部
- 書道部
- 謡曲仕舞部
- マンドリン部
- 音楽部
- 吹奏楽部
- 数学部
- 物理化学部
- 華道部（古流）
- 華道部（草月流）
- 茶道部
- 生物部
- 歌劇部
- 木曜箏曲部
- 土曜箏曲部

運動部
- バスケットボール部
- 卓球部
- バレーボール部
- ソフトテニス部
- バドミントン部
- 舞踊部
- 体操部
- 水泳部
- 山岳部
- 剣道部
- バトン部
- 硬式テニス部
- サッカー部
- 陸上部

同好会
- コンピュータ同好会
- JRC（青少年赤十字）
- 漫画同好会
- スキー同好会
- 国際社会研究同好会
- 軽音楽同好会
- 囲碁同好会
- かるた同好会
- 家庭科同好会

## 学校関係者

### 教職員経験者
- 金栗四三

### 著名な出身者
- 竹下直子 - 第74代内閣総理大臣竹下登夫人
- 白井さゆり - 経済学者
- 楠田薫 - 女優
- 池内淳子 - 女優
- 坂井真紀 - 女優
- 町田祥子 - 女優
- 一柳亜矢子 - NHKアナウンサー
- YOU - タレント
- 為田真美 - 女優、タレント、モデル
- 濱田のり子 - 女優
- 白城あやか - 元宝塚歌劇団星組トップ娘役
- 悠未ひろ - 元宝塚歌劇団宙組男役
- 横山久美 - サッカー選手
- 大山結子 - 現代美術家
- 三原じゅん子 - 参議院議員
- 藤澤真凛 - サッカー選手
- 長内あや愛 - 研究者・実業家
- 藤野あおば - サッカー選手
- 瀧澤千聖 - サッカー選手

## 交通
出典 : 
| 路線名           | 最寄り駅 | 出口   | 徒歩所要時間 |
| ---------------- | -------- | ------ | ------------ |
| 都営地下鉄三田線 | 巣鴨駅   | A2     | 5分          |
| JR山手線         | 巣鴨駅   | 正面口 | 5分          |
| JR山手線         | 大塚駅   | 北口   | 5分          |
| 都電荒川線       | 大塚駅   |        | 5分          |

## 制服
- 冬服 - セーラー服
- 夏服 - セーラー服

※中高共通の伝統的なセーラー服。